# آساگ
در شعر اساطیری سومری،لوگال-ه، آساگ یا آزاگ، دیوی هیولایی است، و چنان سهمگین است که وجود او به تنهایی باعث جوش آمدن ماهیان در رودخانه‌ها می‌شود.
گفته می‌شود که او با همراهی فرزندان اهریمنان سنگی - که از نزدیکی او با کوه‌ها بدنیا آمده‌اند - به نبرد می‌رود.
او توسط قهرمان خدای اکدی نینورتا، با استفاده از سلاح شارور و گرز سخن‌گوی، و به دنبال مشاوره از پدرش، خدا، انلیل شکست می‌خورد (بلک، گرین، و ریکاردز، صص ۳۵–۳۶).